# Shut Up + Dance
Shut Up and Dance ist ein Pop-Rock-Song der US-amerikanischen Rockband Walk the Moon für ihr zweites Studioalbum Talking Is Hard (2014).

## Inhalt und Musikvideo
Der Text beschreibt einen jungen Mann, der im Nachtleben sein Traummädchen erblickt. Diese fordert ihn auf „die Klappe zu halten und mit ihr zu tanzen“.
Das Musikvideo unter der Regie von Josh Forbes zeigt genau diese Situation, umringt von knallbunten Visuals die an die 1980er Jahre erinnern.

## Hintergrund
Der Song wurde von den Bandmitgliedern und Songwritern Ben Berger und Ryan McMahon geschrieben. Der Song basiert auf der Erfahrung des Sängers Nicholas Petricca im Nachtclub „The Echo“ in Los Angeles. Eine seiner Freundinnen lud ihn mit diesem Satz zum Tanzen ein und inspirierte ihn zu dem Titel. Petricca stellte sich das Lied als eine Hymne vor, um Frustration loszulassen und Spaß zu haben. Der Song wurde am 10. September 2014 veröffentlicht.
Der Song wurde die bisher erfolgreichste Hit-Single der Band und erreichte Platz 4 der US-amerikanischen Billboard Hot 100. Außerhalb der Vereinigten Staaten erreichte der Song sogar die Spitze der Charts in Polen, die Top 10 in Australien, Kanada, Deutschland, Israel, Irland und Großbritannien, die Top 20 in Neuseeland und Schweden, sowie die Top 30 in den Niederlanden.

## Kommerzieller Erfolg

### Chartplatzierungen
| ChartsChartplatzierungen       | Höchstplatzierung | Wochen |
| ------------------------------ | ----------------- | ------ |
| Deutschland (GfK)              | 10 (44 Wo.)       | 44     |
| Österreich (Ö3)                | 7 (40 Wo.)        | 40     |
| Schweiz (IFPI)                 | 20 (27 Wo.)       | 27     |
| Vereinigte Staaten (Billboard) | 4 (53 Wo.)        | 53     |
| Vereinigtes Königreich (OCC)   | 4 (73 Wo.)        | 73     |

| ChartsJahrescharts (2015)      | Platzierung |
| ------------------------------ | ----------- |
| Deutschland (GfK)              | 35          |
| Österreich (Ö3)                | 25          |
| Schweiz (IFPI)                 | 55          |
| Vereinigte Staaten (Billboard) | 6           |
| Vereinigtes Königreich (OCC)   | 19          |

| ChartsJahrescharts (2016)    | Platzierung |
| ---------------------------- | ----------- |
| Vereinigtes Königreich (OCC) | 94          |

| ChartsJahrescharts (2024)    | Platzierung |
| ---------------------------- | ----------- |
| Vereinigtes Königreich (OCC) | 85          |

| ChartsJahrescharts (2010–2019) | Platzierung |
| ------------------------------ | ----------- |
| Vereinigtes Königreich (OCC)   | 44          |

### Auszeichnungen für Musikverkäufe
| Land/Region                  | Auszeichnungen für Musikverkäufe (Land/Region, Auszeichnung, Verkäufe) | Verkäufe   |
| ---------------------------- | ---------------------------------------------------------------------- | ---------- |
| Australien (ARIA)            | 14× Platin                                                             | 980.000    |
| Belgien (BRMA)               | Gold                                                                   | 15.000     |
| Dänemark (IFPI)              | 2× Platin                                                              | 180.000    |
| Deutschland (BVMI)           | 2× Platin                                                              | 1.200.000  |
| Italien (FIMI)               | Platin                                                                 | 50.000     |
| Kanada (MC)                  | 7× Platin                                                              | 560.000    |
| Mexiko (AMPROFON)            | 9× Gold                                                                | 270.000    |
| Neuseeland (RMNZ)            | 7× Platin                                                              | 210.000    |
| Norwegen (IFPI)              | Platin                                                                 | 40.000     |
| Österreich (IFPI)            | Gold                                                                   | 15.000     |
| Schweden (IFPI)              | 4× Platin                                                              | 160.000    |
| Spanien (Promusicae)         | 2× Platin                                                              | 120.000    |
| Vereinigte Staaten (RIAA)    | 5× Platin                                                              | 5.000.000  |
| Vereinigtes Königreich (BPI) | 6× Platin                                                              | 3.600.000  |
| Insgesamt                    | 3× Gold · 55× Platin ·                                                 | 12.410.000 |